# Saint-Ciers-sur-Gironde
Saint-Ciers-sur-Gironde är en kommun i departementet Gironde i regionen Nouvelle-Aquitaine i sydvästra Frankrike. Kommunen ligger i kantonen Saint-Ciers-sur-Gironde som tillhör arrondissementet Blaye. År 2022 hade Saint-Ciers-sur-Gironde 3 128 invånare.

## Befolkningsutveckling
Antalet invånare i kommunen Saint-Ciers-sur-Gironde
Referens:INSEE